# Tical
Tical – debiutancki album amerykańskiego rapera Method Mana, członka Wu-Tang Clanu, wydany 15 listopada 1994 roku nakładem wytwórni Def Jam. Słowo „tical” w slangu oznacza rodzaj marihuany.
Album zadebiutował na 1. miejscu notowania Top R&B/Hip-Hop Albums i 4. miejscu notowania Billboard 200. 18 stycznia 1995 roku według Recording Industry Association of America płyta osiągnęła status złotej płyty, a 13 lipca tego samego roku status platynowej. Tical sukces osiągnął dzięki singlom „Bring the Pain” i „Release Yo' Delf”, które przez wielu krytyków zostały okrzyknięte jako klasyki w swoim gatunku.
Płyta w całości została wyprodukowana przez producenta o pseudonimie RZA i znalazła się na liście 50 albumów 1995 roku według magazynu Q.

## Historia powstania
W 1991 roku GZA chcąc Method Manowi pomóc zaproponował aby swój debiutancki album nagrał i wydał Cold Chillin’ Records. GZA po wydaniu swojej debiutanckiej płyty pod tytułem Words from the Genius odszedł z wytwórni i tym samym Method Man również zrezygnował z wydania tam albumu. W 1992 roku RZA, GZA i Ol’ Dirty Bastard założyli Wu-Tang Clan, do którego dołączył jeszcze Method Man, Ghostface Killah, U-God, Inspectah Deck, Masta Killa i Raekwon.
Na debiutanckim debiucie grupy zatytułowanym Enter the Wu-Tang (36 Chambers), Method Man wystąpił na ośmiu z dwunastu utworów, a nawet miał swój własny utwór zatytułowany „Method Man” który znalazł się na 69. miejscu notowania Billboard Hot 100, a utwór „C.R.E.A.M.” w którym raper wykonuje refren uplasował się na 60. miejscu.

### Proces produkcji i nagrywania
Album prawie w całości został wyprodukowany przez RZA z wyjątkiem utworów „Sub Crazy” i „P.L.O. Style”, które zostały stworzone w koprodukcji kolejno z 4th Disciple i Method Manem - kierownik AllMusic Jason Birchmeier, określił album jako „Show dwóch ludzi” (ang. a two-man show).
Tical był nagrywany w czterech studiach. Utwory od 1 do 4, 7 i 8 nagrywane były w 36 Chambers Records na Staten Island w Nowym Jorku, 5, 9 i 11 w Chung King Studios, 6 i 10 w Firehouse Studios, a 13 utwór został nagrany w Platinum Island.

## Single
Pierwszy singiel zatytułowany „Bring the Pain” ukazał się 25 października 1994 roku. i w pierwszym tygodniu uplasował się na 45. miejscu notowania Billboard Hot 100, 30. miejscu Hot R&B/Hip-Hop Singles & Tracks, 4. miejscu Hot Rap Singles i 1. miejscu Hot Dance Music/Maxi-Singles Sales. Następny singiel „Release Yo' Delf” z gościnnym udziałem Blue Raspberry ukazał się w 1995 roku. Utwór w notowaniach Billboard Hot 100, Hot Rap Singles i Hot Dance Music/Maxi-Singles Sales zajął kolejno 98, 28 i 6 miejsce.
Aby kontynuować promocję albumu, latem 1995 roku ukazał się remiks utworu „All I Need” zatytułowany „I’ll Be There for You/You're All I Need to Get By” z gościnnym udziałem Mary J. Blige. Singiel okazał się wielkim hitem i uplasował się na pierwszych miejscach Hot R&B/Hip-Hop Singles & Tracks, Hot Rap Singles i Hot Dance Music/Maxi-Singles Sales.
Utwór w 1996 roku otrzymał dwie nagrody Grammy w kategorii Best Rap Performance by a Duo or Group.

## Lista utworów
| #                                                 | Tytuł                                                                               | Producent         | Sample / uwagi | Czas |
| ------------------------------------------------- | ----------------------------------------------------------------------------------- | ----------------- | --- | ---- |
| 1                                                 | „Tical"                                                                             | RZA               | - „Obrazki z wystawy” w wykonaniu Modesta Musorgskiego - „Tical” w wykonaniu Carlosa Bessa oraz Jose „Choco” Reynosoea - Dialogi i muzyka z filmu 36 komnata Shaolin - Dialogi z filmu Ten Tigers from Kwangtung                                                          | 3:56 |
| 2                                                 | „Biscuits"                                                                          | RZA               | - „Angel” w wykonaniu Jamesa Clarke’a i Briana Bennetta - „Just an Echo in the Valley” w wykonaniu Harry’ego Woodsa | 2:49 |
| 3                                                 | „Bring the Pain” (gośc. Booster)                                                    | RZA               | - „Mechanical Man” w wykonaniu Jerry’ego Butlera - „Don't Test the High Power” w wykonaniu Ninja Mana | 3:09 |
| 4                                                 | „All I Need” (gośc. Streetlife)                                                     | RZA               | - „Synthetic Substitution” w wykonaniu Melvina Blissa - „You're All I Need to Get By” w wykonaniu Marvina Gaye'a - „Stoned Soul” w wykonaniu Artie Christophera | 3:16 |
| 5                                                 | „What the Blood Clot” (gośc. RZA, Y-Kim the Ill Figure)                             | RZA               | - „Diary of a Madman” w wykonaniu Gravediggaz - „Superman Theme” w wykonaniu Leona Klatzkina - RZA oraz Y-Kim the Ill Figure nie są wymienieni na albumie | 3:24 |
| 6                                                 | „Meth vs. Chef” (gośc. Raekwon, Lounge Lo)                                          | RZA               | - „Papa Was Too (Live)” w wykonaniu Joe Texa - Dialogi z filmu 36 komnata Shaolin - Lounge Lo nie jest wymieniony na albumie | 3:36 |
| 7                                                 | „Sub Crazy"                                                                         | RZA, 4th Disciple | - „Assassin With Son” w wykonaniu The Wonderland Philharmonic - „Super 16” w wykonaniu Neu! - „Smokin' Cheeba Cheeba” w wykonaniu Harlem Underground Band | 2:15 |
| 8                                                 | „Release Yo' Delf” (gośc. Blue Raspberry)                                           | RZA               | - „I Will Survive” w wykonaniu Glorii Gaynor - „The Jam” w wykonaniu Graham Central Station - „Treasure of San Miguel” w wykonaniu Herba Alperta - „Vicious” w wykonaniu Black Mamba                                                                                      | 4:15 |
| 9                                                 | „P.L.O. Style” (gośc. Carlton Fisk)                                                 | RZA, Method Man   | - „Look What You Done for Me” w wykonaniu Al Greena - „Wu-Tang: 7th Chamber” w wykonaniu Wu-Tang Clanu - „Method Man” w wykonaniu Wu-Tang Clanu - „Streetlife” w wykonaniu Randy Crawford                                                                                 | 2:36 |
| 10                                                | „I Get My Thang in Action"                                                          | RZA               | - „Hit Or Miss” w wykonaniu Bo Diddleya - „Verb!” w wykonaniu Schoolhouse Rock! - „Method Man” w wykonaniu Wu-Tang Clanu | 3:45 |
| 11                                                | „Mr. Sandman” (gośc. Blue Raspberry, RZA, Inspectah Deck, Streetlife, Carlton Fisk) | RZA               | - „Mr. Sandman” w wykonaniu The Chordettes - „The Death House Rescue” w wykonaniu Orsona Welles'a - „Ain’t No Sunshine” w wykonaniu Lyn Collins - „Summer in the City” w wykonaniu The Lovin' Spoonful - „Wu-Tang Clan Ain’t Nuthing Ta F’ Wit” w wykonaniu Wu-Tang Clanu | 3:37 |
| 12                                                | „Stimulation” (gośc. Blue Raspberry)                                                | RZA               | - „Snowbound” w wykonaniu Sarah Vaughan - „After Laughter (Comes Tears)” w wykonaniu Wendy Rene - „Midnight Theme” w wykonaniu Manzel - „Da Mystery of Chessboxin’” w wykonaniu Wu-Tang Clanu                                                                             | 3:46 |
| 13                                                | „Method Man” (Remix)                                                                | RZA               | - „Synthetic Substitution” w wykonaniu Melvina Blissa - „I’m Just a Bill” w wykonaniu Jacka Sheldona - „Disco Lady” w wykonaniu Johnniego Taylora - Interpolacja folkowej piosenki „Going to Kentucky" - Dialogi z filmu Shaolin and Wu Tang                              | 3:16 |
| Dodatkowe utwory wydane na wersji zremasterowanej |                                                                                     |                   | |      |
| 14                                                | „Bring The Pain” (Remix)                                                            | RZA               | | 3:23 |
| 15                                                | „Release Yo' Delf” (Prodigy Remix)                                                  | The Prodigy       | - „Il Colpo” w wykonaniu Ennio Morricone - „The Jam” w wykonaniu Graham Central Station | 4:54 |

## Notowania
| Rok  | Tytuł | Notowanie | Notowanie |
| Rok  | Tytuł | USA 200   | USA R&B   |
| ---- | ----- | --------- | --------- |
| 1994 | Tical | 4         | 1         |

| Rok  | Utwór                                               | Notowanie | Notowanie | Notowanie | Notowanie |
| Rok  | Utwór                                               | Hot 100   | USA R&B   | Hot Rap   | Hot Dance |
| ---- | --------------------------------------------------- | --------- | --------- | --------- | --------- |
| 1994 | „Bring the Pain”                                    | 45        | 30        | 4         | 1         |
| 1995 | „Release Yo' Delf"                                  | 98        | —         | 28        | 6         |
| 1995 | „I’ll Be There for You/You're All I Need to Get By" | 3         | 1         | 1         | 1         |